# Dallas (South Dakota)

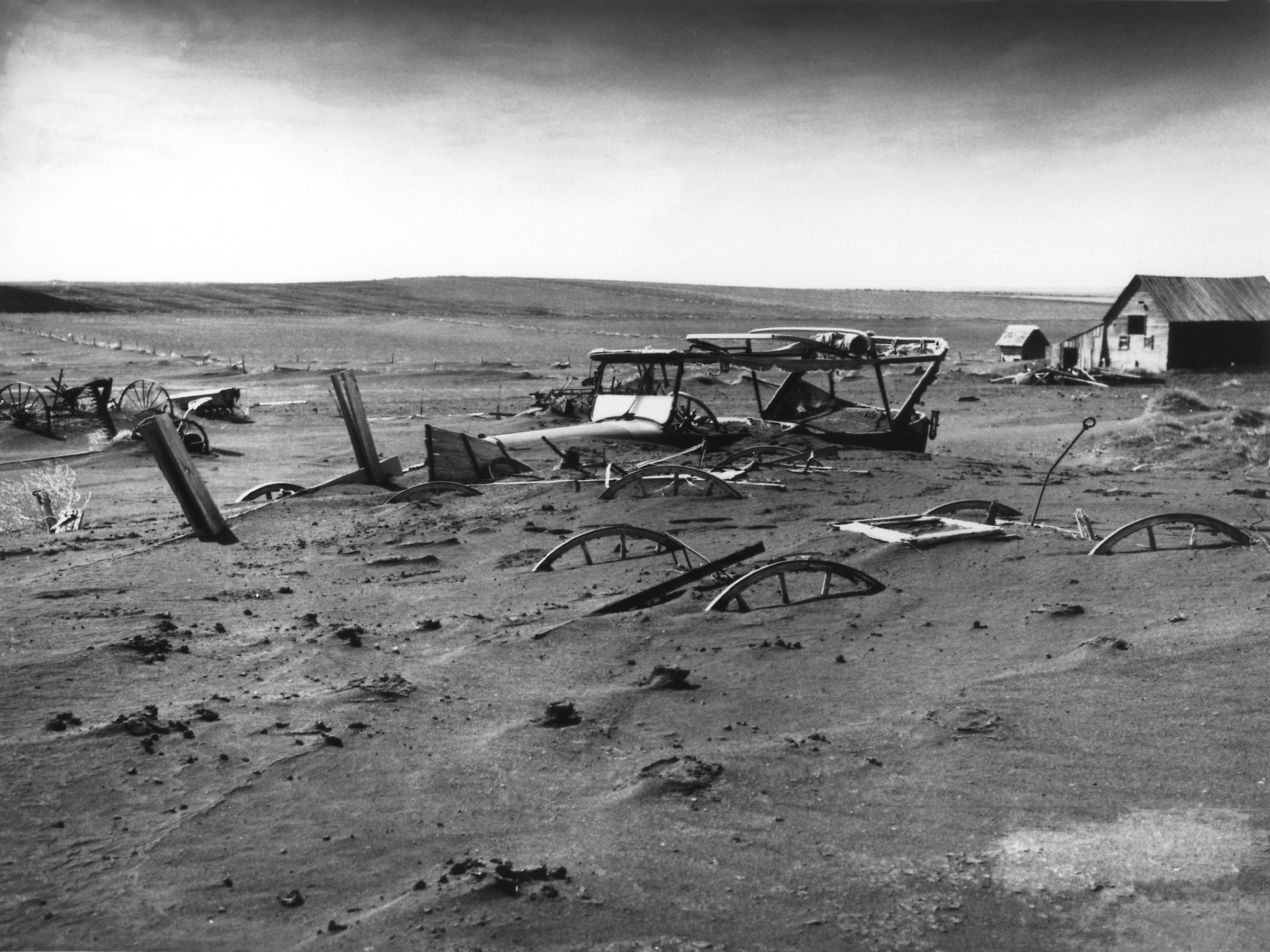
Door stof bedekte werktuigen bij een boerderij in Dallas tijdens de Dust Bowl, 1936

Dallas is een plaats (town) in het zuiden van de Amerikaanse staat South Dakota. De plaats valt bestuurlijk gezien onder Gregory County.

## Demografie
Bij de volkstelling in 2000 werd het aantal inwoners vastgesteld op 144.
In 2006 is het aantal inwoners door het United States Census Bureau geschat op 127, een daling van 17 (-11,8%).

## Geografie
Volgens het United States Census Bureau beslaat de plaats een oppervlakte van
1,3 km², geheel bestaande uit land. Dallas ligt op ongeveer 681 meter boven zeeniveau. Afgezien van Route 18, die langs de zuidrand van het plaatsje loopt, zijn er geen verharde wegen.

## Plaatsen in de nabije omgeving
De onderstaande figuur toont nabijgelegen plaatsen in een straal van 32 km rond Dallas.